# Beth Levin
Beth Levin (26 de setembre de 1955) és una lingüista estatunidenca que el 2019 forma part del departament d'humanitats de la Universitat Stanford. Es va doctorar al MIT l'any 1983 i va passar els següents quatre anys al centre de ciència cognitiva del MIT. Entre el 1987 i el 1999 va ser professora del departament de lingüística de la Universitat Northwestern, departament que també va dirigir entre els anys 1996 i 1999. Es va unir al departament de lingüística de la Universitat Stanford el setembre de 1999 i va ser-ne directora del 2003 al 2007 i del 2010 al 2011. Entre el 1999 i el 2000 va ser fellow del Center for Advanced Study in the Behavioral Sciences de la mateixa universitat. El 2008 va esdevenir fellow de la John Simon Guggenheim Memorial Foundation. El 2014 va rebre el títol de Fellow de la Societat Lingüística d'Amèrica.
La seva recerca se centra en la lexicosemàntica dels verbs, especialment la representació d'esdeveniments i les classes de mecanismes morfosintàctics que l'anglès i altres llengües utilitzen per expressar esdeveniments i llurs participants.